# Eduard Jobst Siedler
Eduard Jobst Siedler (* 7. März 1880 in Loburg bei Jerichow; † 1. Februar 1949 in Berkeley, Kalifornien) war ein deutscher Architekt und Fachautor.

## Leben
Siedler studierte von 1899 bis 1903 an der Technischen Hochschule München und der Technischen Hochschule Charlottenburg und arbeitete dann ab 1908 in Berlin als selbständiger Architekt. 1911 wurde er an der Technischen Hochschule Darmstadt mit einer Arbeit über die Gartenkunst unter Friedrich II. promoviert. Von 1926 bis 1934 war er Professor an der Technischen Hochschule Berlin. 
1943 wurde Siedler zum Professor für Baustofflehre, Bauaufnahme, Bauwirtschaft und baulichen Luftschutz an der Technischen Hochschule Berlin ernannt. Außerdem wirkte er als Herausgeber der Zeitschrift Die Baugilde, des Organs des Bundes Deutscher Architekten.
Eduard Jobst Siedler ist ein Bruder des Diplomaten Wolf Siedler sowie Onkel des Verlegers Wolf Jobst Siedler.

## Werk

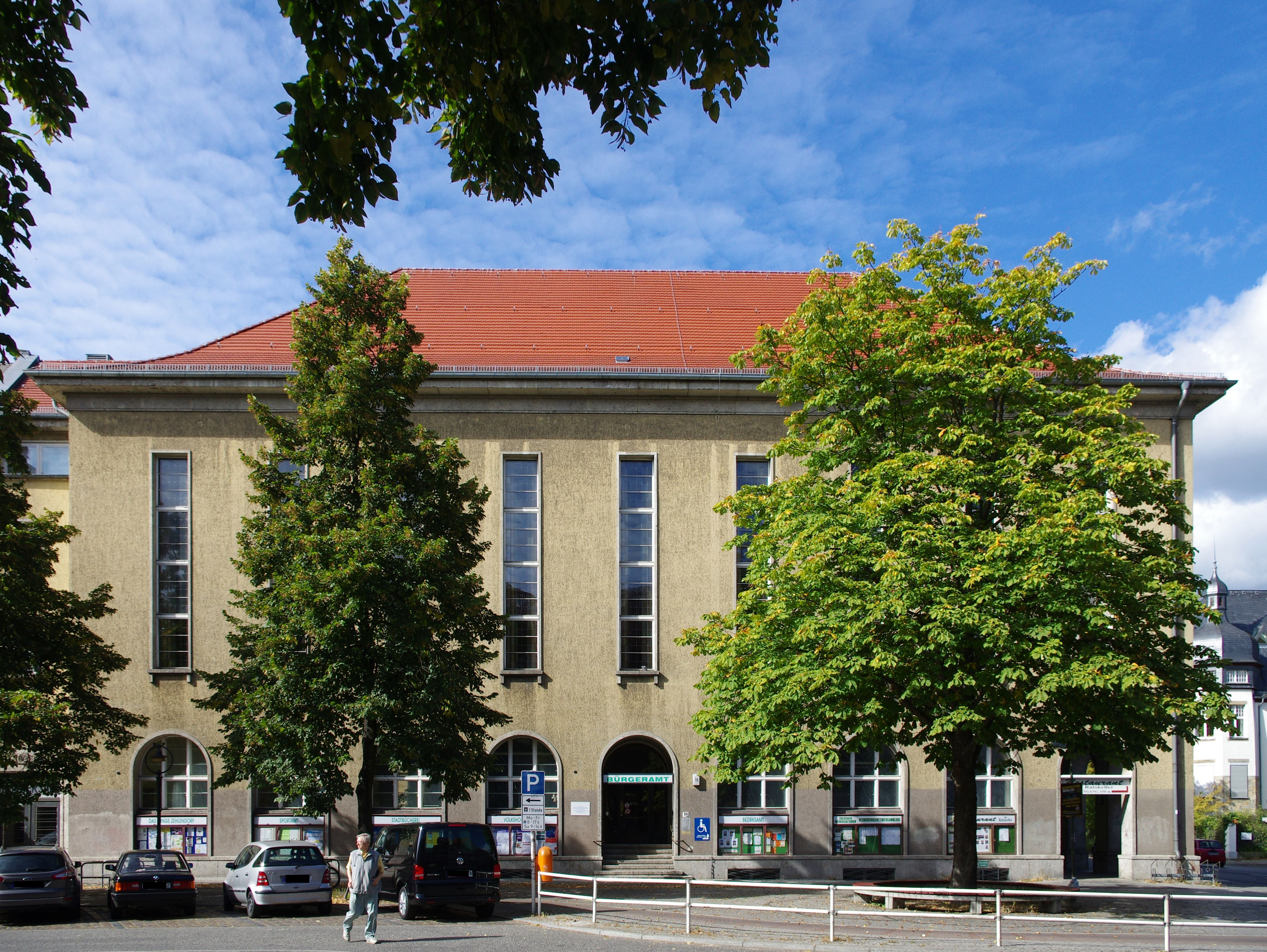
Rathaus Zehlendorf (1926–1929)

### Bauten und Entwürfe
Nach Siedlers Plänen wurde von 1924 bis 1925 das Landratsamt im havelländischen Nauen umgebaut. Gemeinsam mit Otto Bongartz entwarf er von 1926 bis 1929 das Rathaus Zehlendorf, 1928 die Pläne für einen Wohnhausblock in Berlin in der Sodener Straße für die Deutsche Baugenossenschaft zu Berlin, 1928 bis 1931 für den Erweiterungsbau der später im Zweiten Weltkrieg zerstörten Reichskanzlei (gemeinsam mit seinem Mitarbeiter Robert Kisch), 1938/1939 für die Reichsluftschutzschule in Heckeshorn am Wannsee und 1943 für den Hochbunker Heckeshorn.

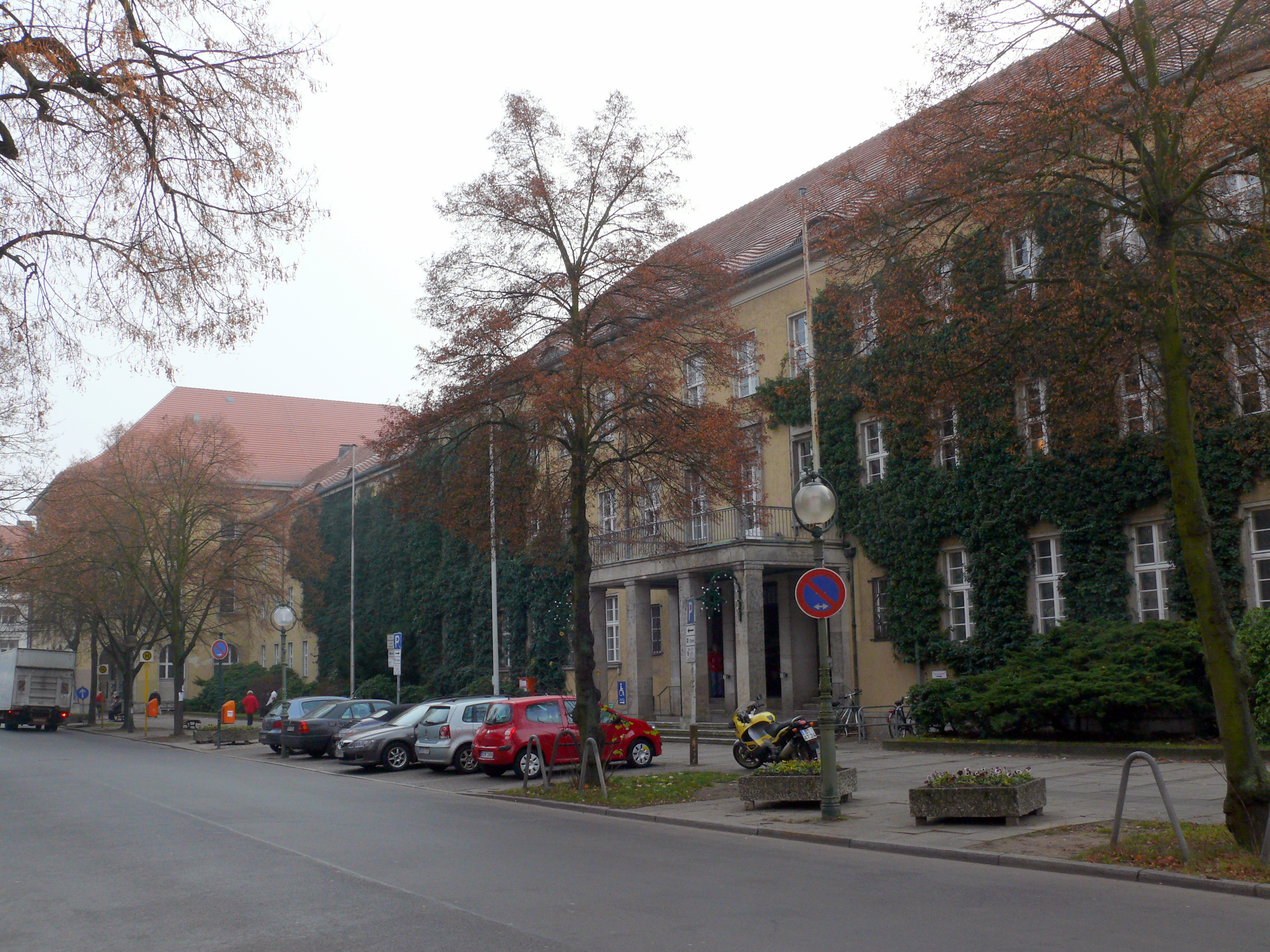
Rathaus Zehlendorf an der Kirchstraße (1926–1929)

### Schriften
- Die Gärten und Gartenarchitekturen Friedrichs des Großen. Berlin 1911. (zugleich Dissertation, Technische Hochschule Darmstadt, 1911). Auch veröffentlicht in: Die Gärten und Gartenarchitekturen Friedrichs des Großen. In: Zeitschrift für Bauwesen. Nr. 1, 1911, Sp. 1–30 (zlb.de). (Fortsetzung). In: Zeitschrift für Bauwesen. Nr. 4, 1911, Sp. 201–234 (zlb.de).
- Ehrenfried Hessels Neue Berliner Synagoge. In: Kunstwelt, 2. Jahrgang 1912, Heft 1.
- Märkischer Städtebau im Mittelalter. Beiträge zur Geschichte der Entstehung, Planung und baulichen Entwicklung der märkischen Städte. Springer, Berlin 1914.
- Der Städtebau und die Renaissance in Italien und Deutschland. Ein Beitrag zur Geschichte der Stadtbaukunst. In: Zeitschrift für Bauwesen. Nr. 10, 1920, Sp. 597–648 (zlb.de).
- Der Putz und seine Verwendung. Kalkverlag, Berlin 1927.
- Die Lehre vom neuen Bauen. Ein Handbuch der Baustoffe und Bauweisen. Bauwelt-Verlag Ullstein, Berlin 1932. (2. Auflage 1951 unter dem Titel Baustofflehre. Ein Handbuch der Baustoffe und ihrer Verwendung.)
- Bauforschungen. Abschließender Bericht über die Versuchssiedlungen Frankfurt am Main-Praunheim und Westhausen. Bechhold, Frankfurt am Main 1933.
- Beton und Mörtel. R. Müller, Eberswalde 1933. (= Bauforschungen, Band 1.)
- Außenwände. R. Müller, Eberswalde 1934. (= Bauforschungen, Band 2.)
- Holzkrankheiten und Holzschutz. R. Müller, Eberswalde 1934. (= Bauforschungen, Band 3.)
- Technische Grundlagen des Wohnungsbaus in den Kolonien, Reimer/Andrews 1944 (in: Beiträge zur Kolonialforschung, Band 6)